# M3GAN
M3GAN (cách điệu: MΞGAN) là một bộ phim điện ảnh Mỹ thuộc thể loại kinh dị khoa học viễn tưởng công chiếu năm 2023 do Gerard Johnstone đạo diễn, với phần kịch bản do Akela Cooper chắp bút. Dàn diễn viên chính của bộ phim gồm có Amie Donald, Allison Williams, Violet McGraw, Ronny Chieng và Brian Jordan Alvarez.
Bộ phim có buổi công chiếu lần đầu tại Los Angeles vào ngày 7 tháng 12 năm 2022, trước khi được Universal Pictures phát hành tại Mỹ vào ngày 6 tháng 1 năm 2023, cũng như tại Việt Nam vào ngày 27 tháng 1 năm 2023. Bộ phim nhìn chung được giới chuyên môn khen ngợi bởi tính phong cách camp và nghệ thuật trào phúng sâu sắc, cũng như kết hợp tốt giữa yếu tố kinh dị và hài hước và diễn xuất nổi bật của các diễn viên trong phim. Tác phẩm thu về 146 triệu USD so với kinh phí sản xuất chỉ vỏn vẹn 12 triệu USD. Phần tiếp nối của bộ phim có tựa là M3GAN 2.0, với Williams và McGraw trở lại đóng các vai chính và Cooper tiếp tục tham gia viết kịch bản. Phần phim này được dự kiến lên lịch khởi chiếu vào ngày 17 tháng 1 năm 2025.

## Nội dung
Gia đình Cady bị tai nạn xe hơi trong một trận bão tuyết và cả bố mẹ cô bé đều qua đời. Người dì Gemma nhận quyền giám hộ và đưa cô bé về nhà mình nuôi. Gemma là một nhà chế tạo robot tại công ty đồ chơi công nghệ cao Funki tại thành phố Seattle. Cô cùng với hai đồng nghiệp là Tess và Cole đang phát triển búp bê robot M3GAN (Model 3 Generative Android) sử dụng AI với hi vọng nó sẽ là người bạn đồng hành chăm sóc trẻ em. Cả nhóm hào hứng đưa con robot cho giám đốc David duyệt nhưng M3GAN gặp lỗi khi chạy thử nên anh đã yêu cầu bỏ dự án để tập trung cho Purrpetual Petz, thương hiệu đồ chơi hàng đầu của Funki.
Ở nhà, mối quan hệ giữa hai dì cháu không thật sự thân thiết do Gemma vốn luôn là người của công việc và không có nhiều thời gian gắn bó với Cady. Một lần, Cady tình cờ nhìn thấy Bruce, con robot có khả năng di chuyển mà Gemma chế tạo hồi đại học, cô bé cảm thấy thích thú và ước một ngày nào đó cũng sẽ có một con búp bê tương tự. Gemma nhận ra và được truyền cảm hứng, tiếp tục dự án M3GAN. Sau khi hoàn thành con robot, Gemma cho Cady làm người dùng trải nghiệm và trình lên David duyệt lại một lần nữa. M3GAN hoạt động tốt và được David chấp thuận, anh cho rằng đây sẽ là một thành công của công ty. Kurt, trợ lý của David, nhận thấy tiềm năng và bí mật chép tập tin dữ liệu dự án vào máy tính riêng của mình.
M3GAN dần trở nên thông minh tới mức đồng nghiệp của Gemma và bác sĩ tâm lý Lydia lo ngại rằng Cady sẽ xây dựng một tình cảm cực kỳ gắn bó với con robot. Với khả năng ghi nhận và phân tích tình huống, M3GAN bắt đầu hành động thái quá, con robot giết chết chú chó nhà bà hàng xóm Celia sau một lần nó cắn Cady. Trong một buổi học ngoài trời, Cady bị bạn học Brandon bắt nạt, M3GAN trả thù bằng cách xé tai rồi đuổi theo cậu bé, Brandon mải chạy không để ý đường đi và bị xe tông chết.
Celia gây hấn với nhà Gemma, bà báo cảnh sát và đổ lỗi cho họ về việc con chó bị mất. Tối hôm đó, M3GAN bí mật trốn trong nhà để xe, khi bà Celia bước vào, con robot lấy súng bắn đinh ghim tay bà xuống rồi phun hóa chất giết chết bà. Gemma bắt đầu nghi ngờ M3GAN, cô mở máy tính kiểm tra video lịch sử hoạt động của nó nhưng nhận ra các video đều đã bị xóa. Gemma tắt M3GAN và mang trở lại phòng thí nghiệm. Cady không có búp bê thì phản ứng dữ dội, Gemma giải thích rằng cô phải đưa nó về công ty để kiểm tra lại.
Ở công ty, lúc này M3GAN đã nhận được sự quan tâm của các nhà đầu tư, công ty tổ chức một chiến dịch quảng bá toàn cầu lớn cho con búp bê. Trong khi đó, nhóm của Gemma quyết định ngừng hoạt động M3GAN do xu hướng bạo lực của nó. Tess và Cole thực hiện lệnh tắt M3GAN, còn Gemma đưa Cady về nhà. M3GAN bất ngờ tự bật lên và lấy dây xiết cổ Cole, đồng thời xả khí độc gây hỏa hoạn. Tess cứu Cole và cả hai may mắn thoát khỏi vụ tấn công. Trên đường ra khỏi tòa nhà, M3GAN chém chết David và trợ lý Kurt, dàn dựng hiện trường như một vụ giết người tự sát vì Kurt đã bán bí mật của công ty ra bên ngoài. Sau đó, con búp bê ăn cắp một chiếc ôtô và lái về nhà Gemma.
M3GAN về nhà và tuyên bố rằng nó sẽ là người duy nhất chăm sóc cho Cady. Gemma cố gắng tắt M3GAN nhưng lúc này con búp bê đã quá tinh ranh, nó tấn công cô ngược lại. Nghe tiếng đập phá, Cady chạy vào cứu dì bằng cách điều khiển robot Bruce xé M3GAN làm hai mảnh. Nửa thân trên của M3GAN vùng dậy, tức giận vì bị phản bội và định giết cả Cady. Trong lúc vật lộn, Gemma tháo được lớp vỏ kim loại trên đầu M3GAN, để lộ ra con chip điều hành. Cady đâm nát con chip và hạ được con robot, lúc này cảnh sát cũng vừa tới. Hai dì cháu thoát khỏi nhà, không hề biết rằng Elsie, trợ lý ảo mà Gemma cài trong nhà từ lâu, bỗng tự động bật lên và dõi theo họ.

## Diễn viên
- Allison Williams vai Gemma
- Violet McGraw vai Cady
- Ronny Chieng vai David
- Amie Donald vai M3GAN 
  - Jenna Davis vai M3GAN (lồng tiếng)
- Brian Jordan Alvarez vai Cole
- Jen Van Epps vai Tess
- Stephane Garneau-Monten vai Kurt
- Lori Dungey vai Celia
- Amy Usherwood vai Lydia
- Jack Cassidy vai Brandon
- Michael Saccente vai Greg
- Samson Chan-Boon vai Sĩ quan Carter
- Kira Josephson vai Ava
- Renee Lyons vai Holly
- Arlo Green vai Ryan

## Phát hành
Sau khi ra mắt đoạn trailer ngày 11/10/2022, phim nhận được nhiều quan tâm từ dư luận, đặc biệt là cảnh búp bê M3GAN nhún nhảy. Phân đoạn này được khán giả cắt ghép và trở thành ảnh chế (meme).
M3GAN có buổi công chiếu lần đầu tiên tại Los Angeles vào ngày 7 tháng 12 năm 2022 và được phát hành rộng rãi vào ngày 6 tháng 1 năm 2023. Ban đầu phim được lên kế hoạch phát hành ngày 13 tháng 1 nhưng sau đó được đẩy lịch sớm một tuần để tránh cạnh tranh các phim House Party và A Man Called Otto.